# Glas (dokumentarfilm fra 1959)
 For alternative betydninger, se Glas (flertydig). (Se også artikler, som begynder med Glas)
Glas er en dansk virksomhedsfilm fra 1959 instrueret af Ole Berggreen efter eget manuskript.

## Handling
Filmen handler om produktionen af glas på Holmegaard Glasværk. Man ser hele arbejdsgangen på værket, fra blandingen af ingredienser til mundblæsningen, temperatur nedfasningen og finpudsningen. De glas man ser blive mundblæst er klukflaske, vinglas og fad.